# American Life (песен)
„American Life“ (на български: Американски живот) е името на песен от едноименния албум на Мадона. Излиза във формат сингъл през март 2003 г. Текстът на песента е критика към американския начин на живот. Острата критика от речитативната (рап) част на песента е препратка към рапирането на Дебора Хари в песента „Rapture“ на Blondie, като по този начин показва и уважението си към нея. Песента не е добре приета от критиците на поп музиката поради силно изразените електронни елементи и слаба мелодичност.
Копродуцент и съавтор на песента е Мируейс Ахмадзе.
Към песента е заснет видеоклип, който впоследствие претърпява много промени. Идеята на клипа е да покаже жестокостите на войната в Ирак и да осмее (във финалните кадри) Джордж Уокър Буш. Малко преди премиерата са отрязани най-бруталните кадри. Една седмица след като влиза в ротация по музикалните канали, видеото е свалено по решение на самата Мадона, тъй като тя решава, че посланието, макар и смекчено, е прекалено директно. Оттогава по телевизиите се завърта нов клип, показващ Мадона на фона на знамената на държавите (сред тях е и македонското знаме), подкрепящи настъплението на САЩ в Ирак. Оригиналното музикално видео по-късно е редактирано, за да се премахне всяко показване на Буш и през април 2023 г. е пуснато официално.